# Eutypa ludibunda
Eutypa ludibunda är en svampart som beskrevs av Sacc. 1877. Eutypa ludibunda ingår i släktet Eutypa och familjen Diatrypaceae.   Inga underarter finns listade i Catalogue of Life.